# Bathystyeloides mexicanus
Bathystyeloides mexicanus är en sjöpungsart som beskrevs av Monniot 1987. Bathystyeloides mexicanus ingår i släktet Bathystyeloides och familjen Styelidae. Inga underarter finns listade.